# Pau de Tars
 Pau de Tars conegut també com l'Apòstol dels Gentils i com Pau apòstol (originalment Saül de Tars o Saule, i després Pau), (Tars entre l'any 7 i l'any 10 - Roma 64 o 67), es considera una figura important en el desenvolupament, l'evangelisme i la predicació del cristianisme al món conegut de l'Imperi Romà, important intèrpret dels ensenyaments de Jesús de Natzaret. És venerat com a sant en tota la cristiandat.

## Biografia

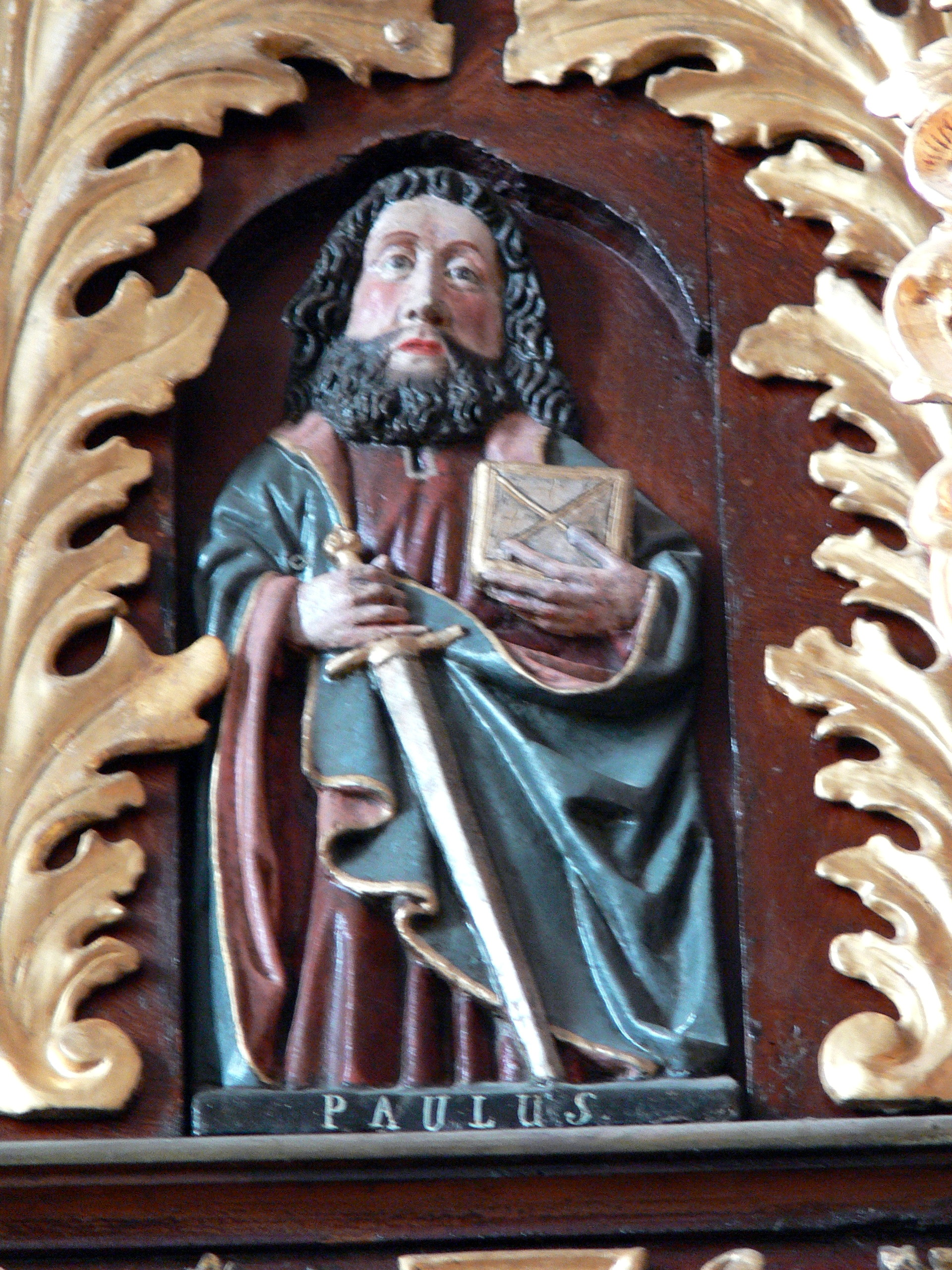
Relleu en fusta, 1500 (Neufelden Pfärr)
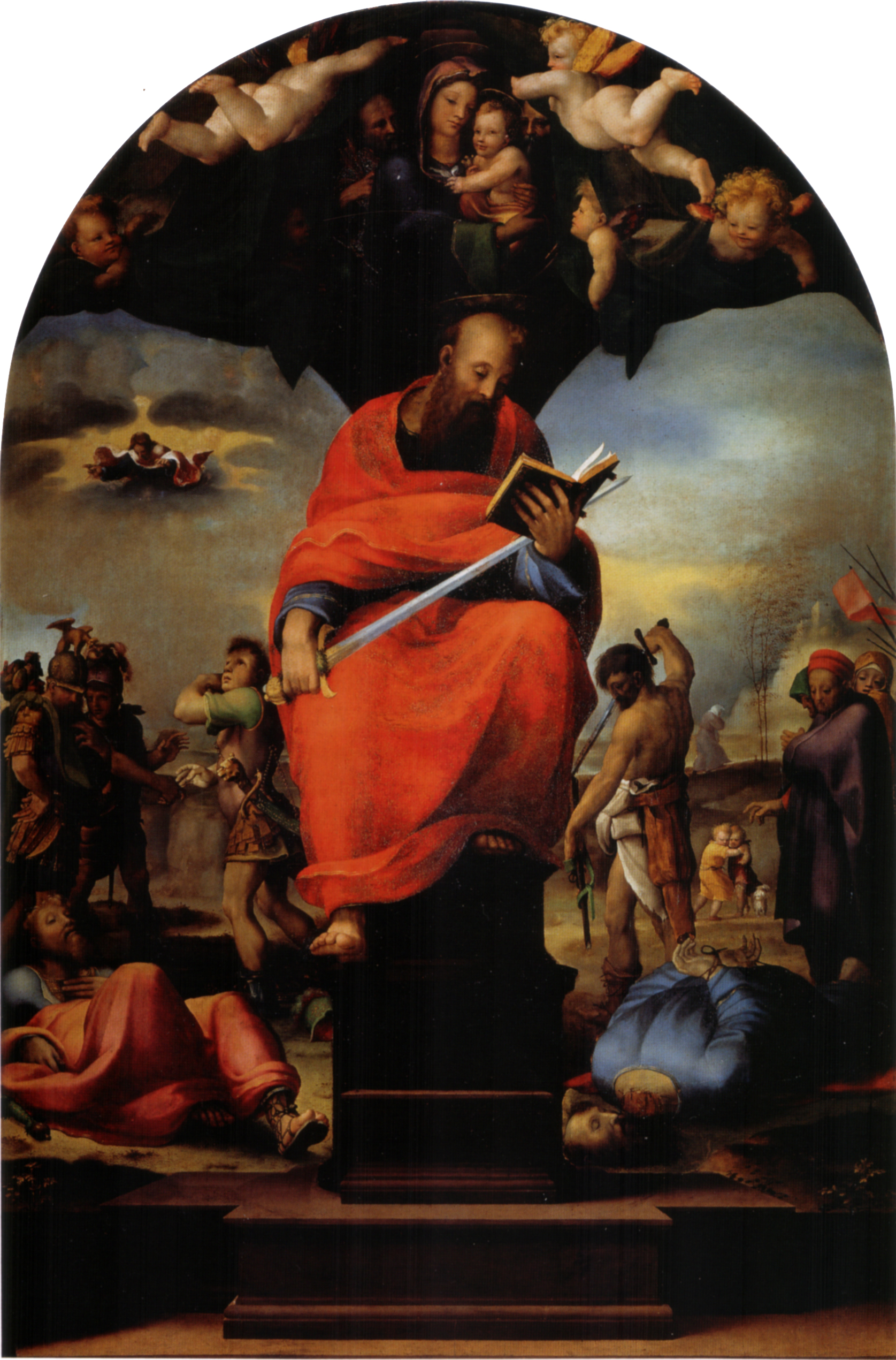
Quadre de Domenico Beccafumi, 1515 (Siena, Museo dell'Opera del Duomo)
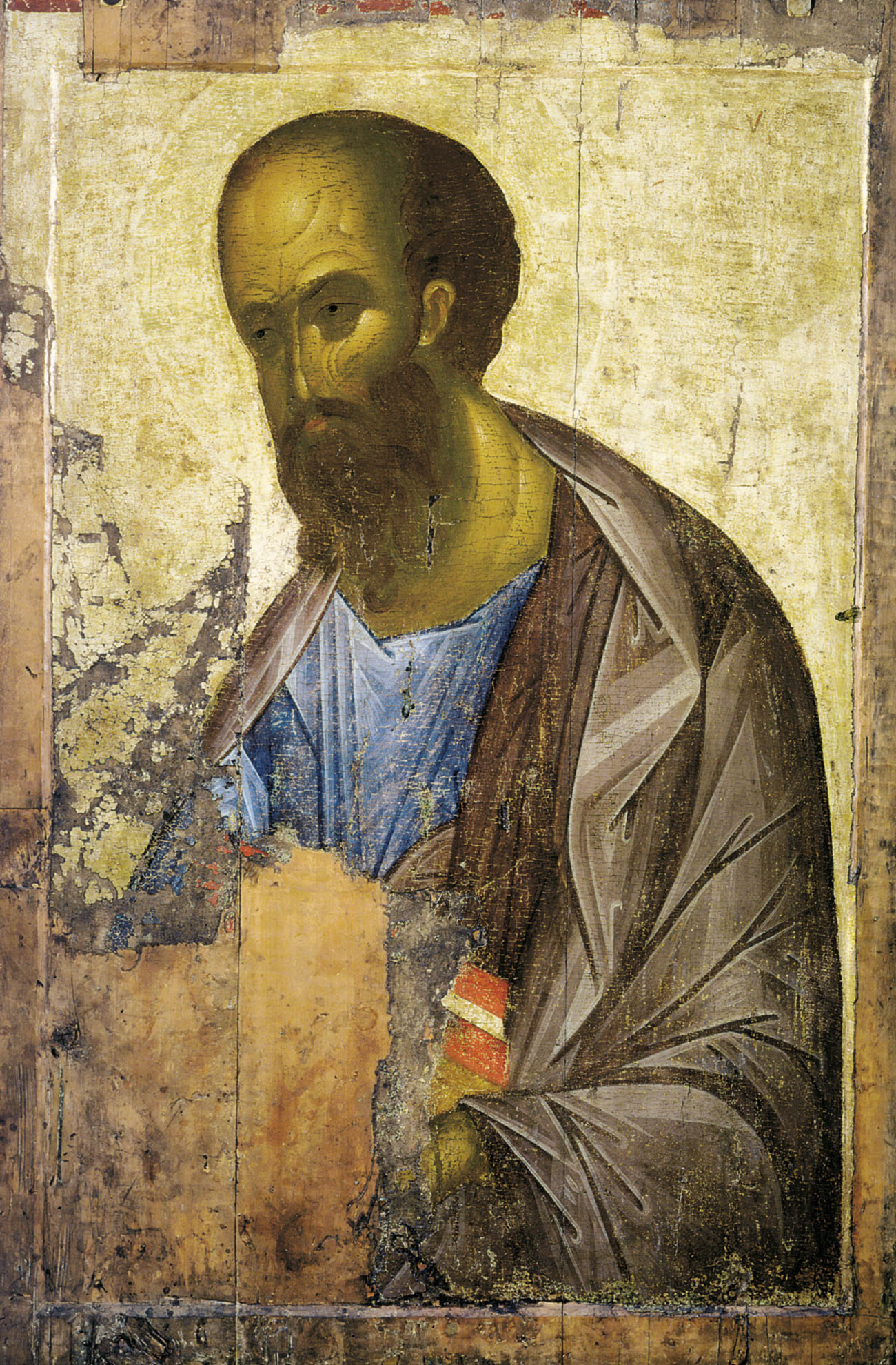
Icona d'Andreij Rublev (Moscou, Galeria Tret'akov)
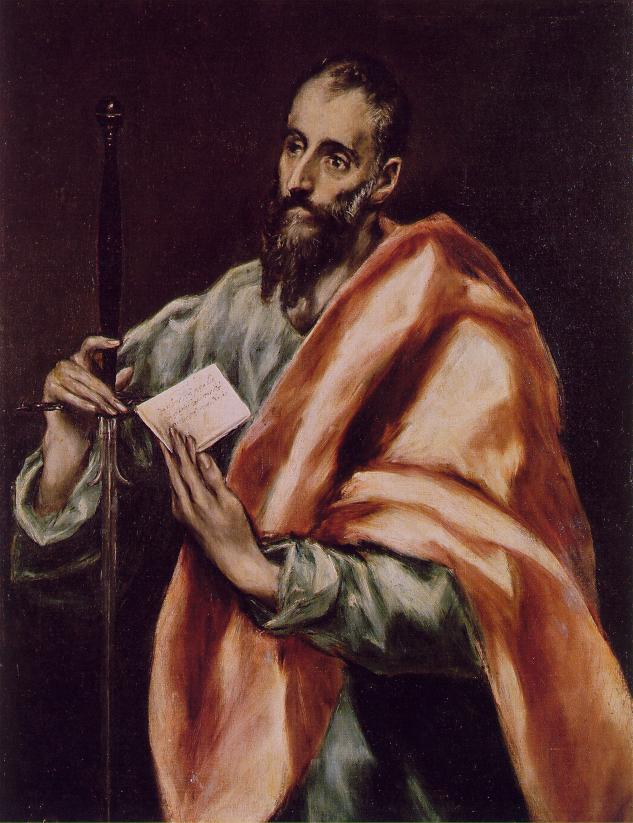
Pintura del Greco

## Vida de Pau segons els textos antics

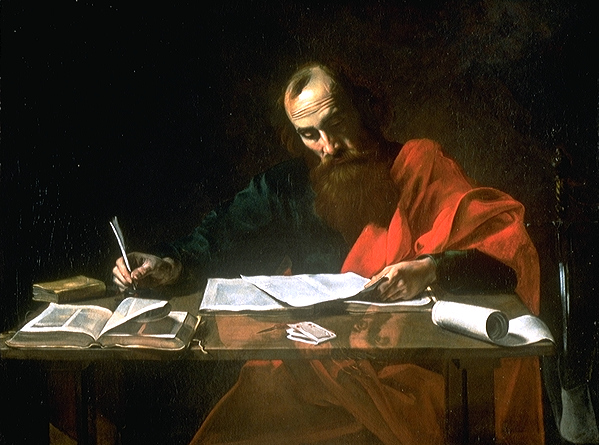
Sant Pau escrivint les Epístoles, obra de Valentin de Boulogne o Nicolas Tournier (Houston, Blaffer Foundation)
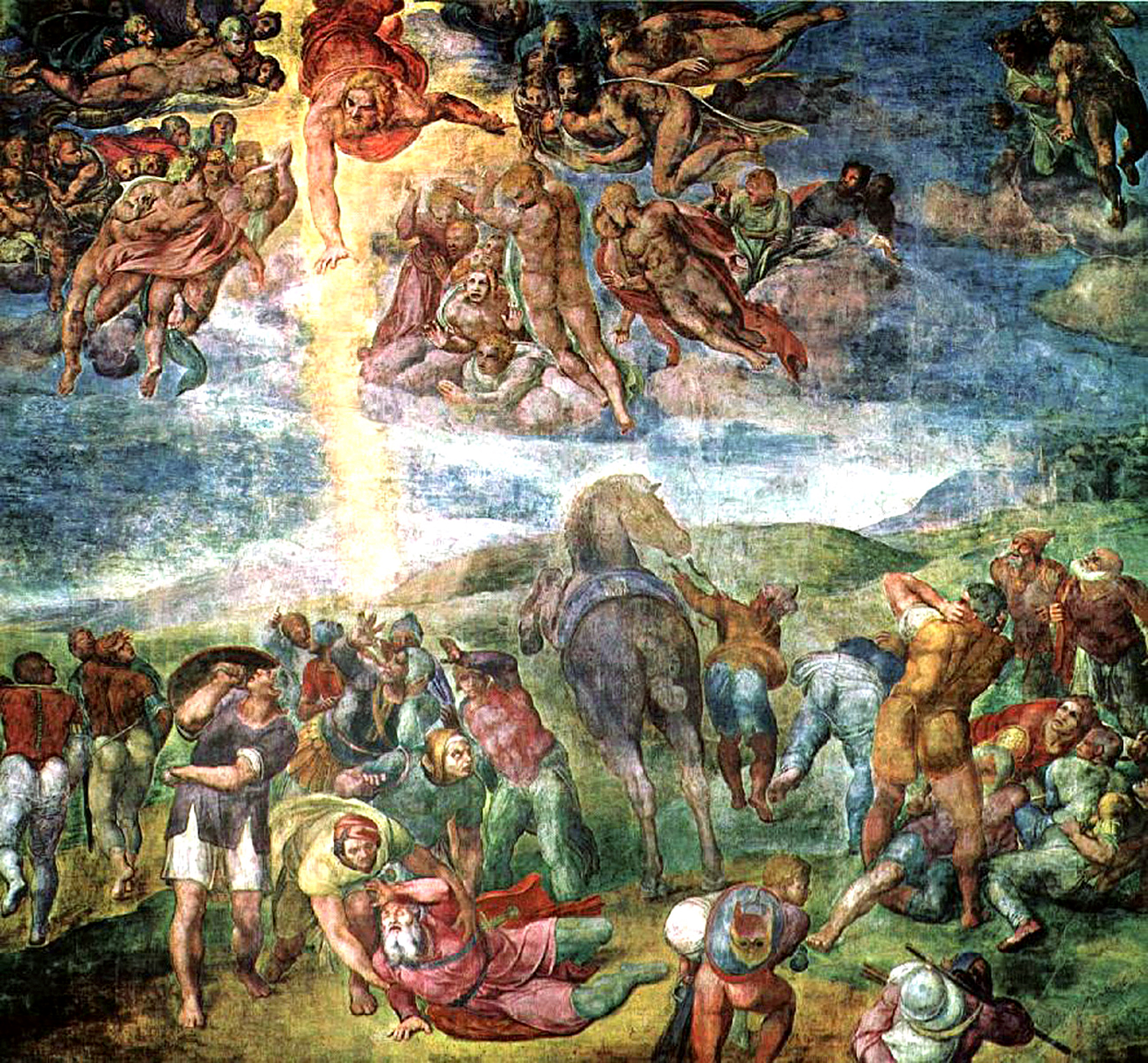
La conversió de Sant Pau, fresc de Michelangelo (Vaticà, Capella Paulina)
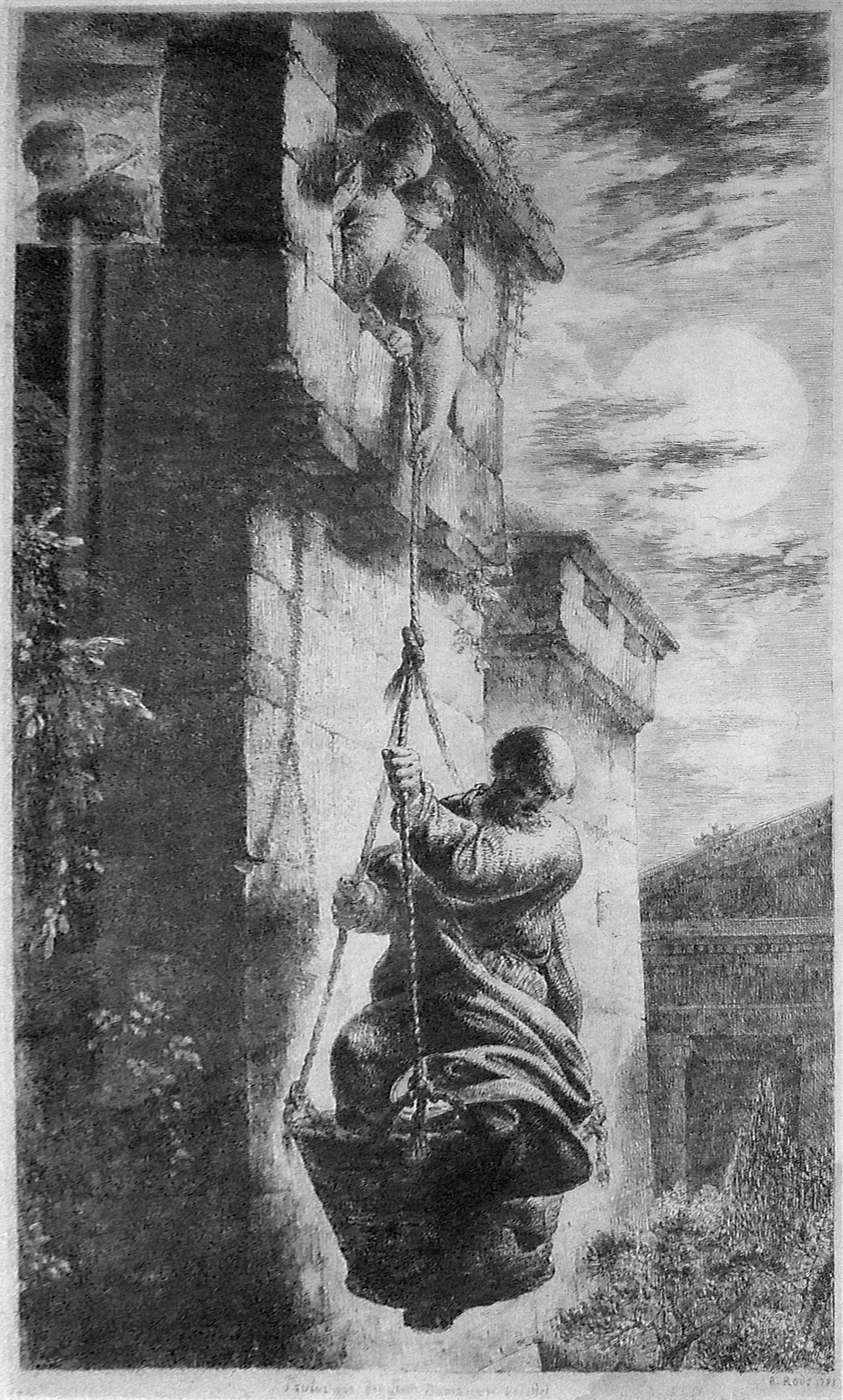
Fugida de Damasc, gravat per Bernhard Rode, 1783
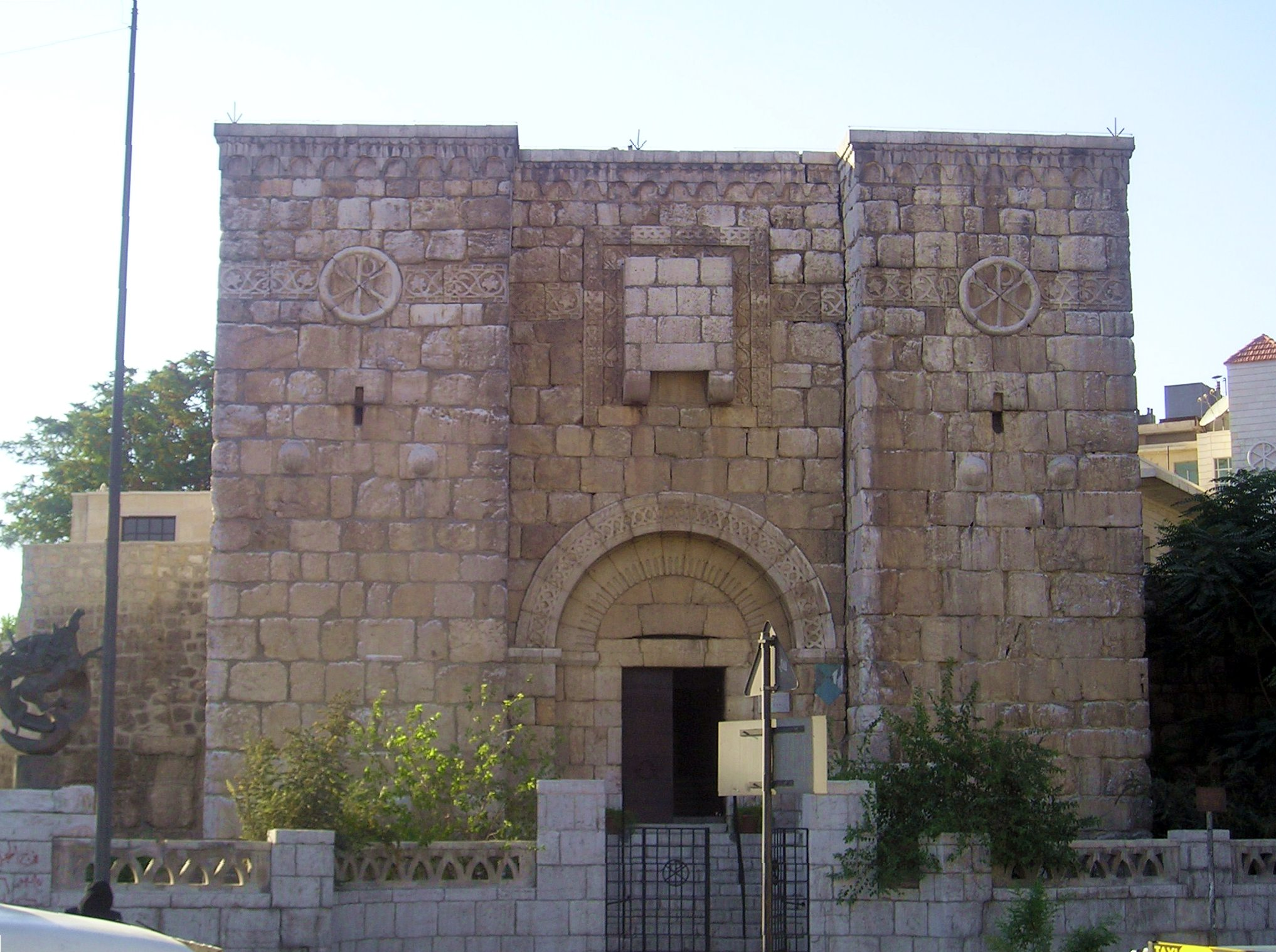
Capella de Sant Pau, Bab Kisan, a Damasc, a la part de muralla per on va fugir en un cistell

### Els viatges de Pau

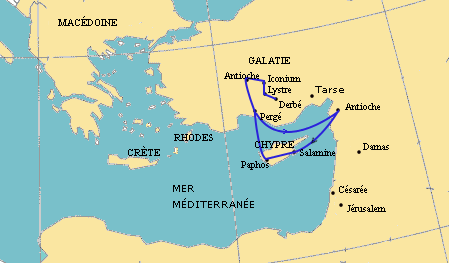
Primer viatge de Sant Pau

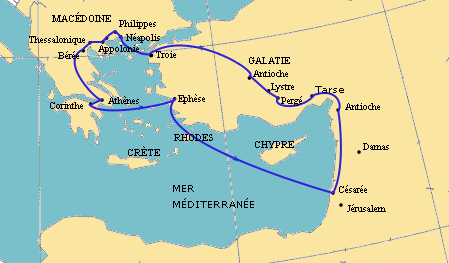
Segon viatge de Sant Pau

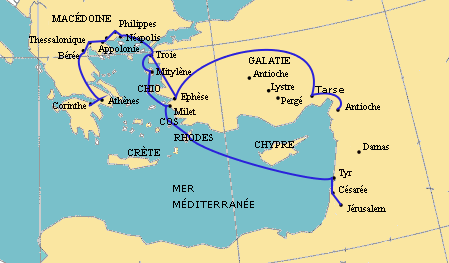
Tercer viatge de Sant Pau

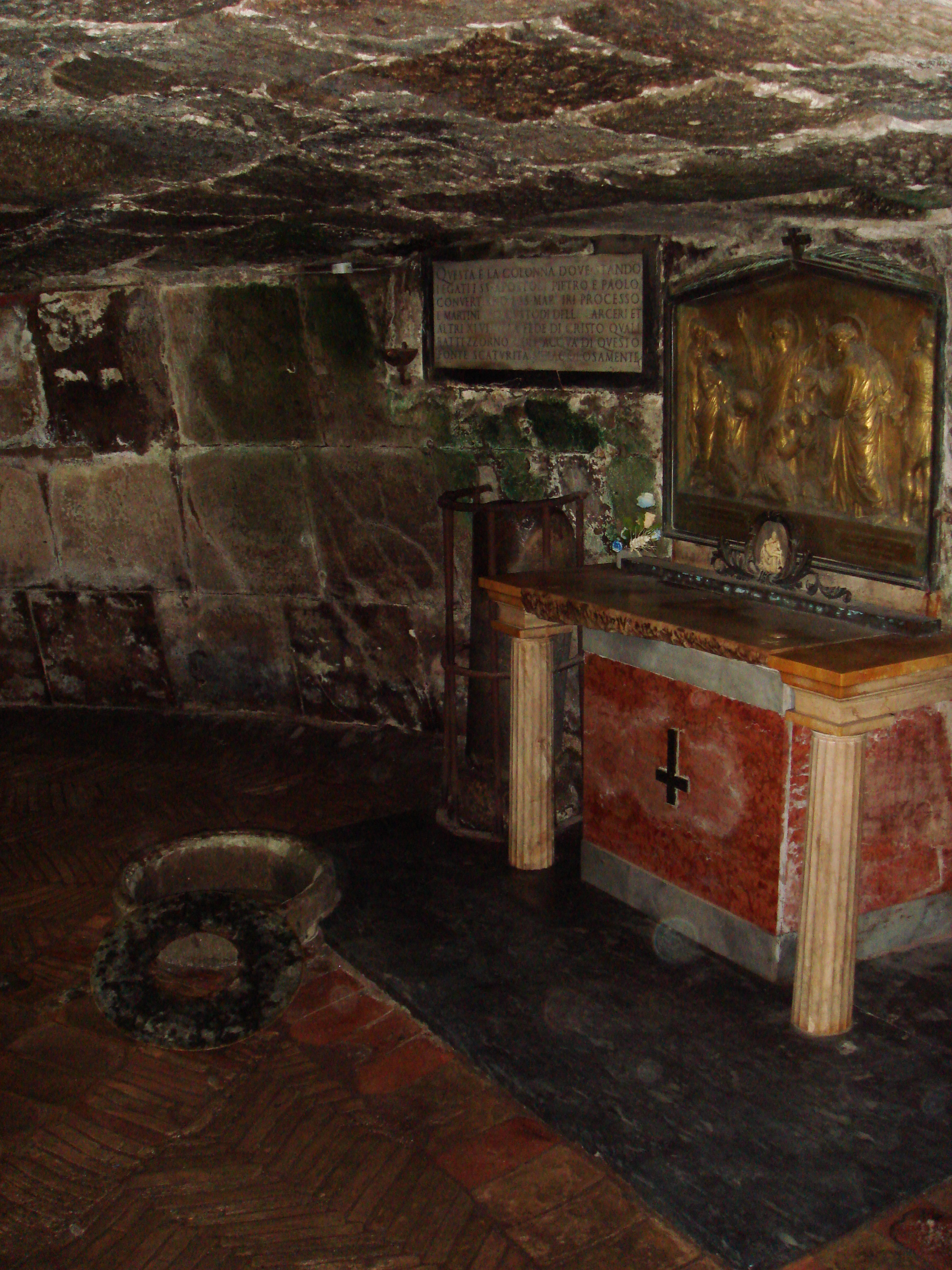
Presó Mamertina, al Fòrum Romà
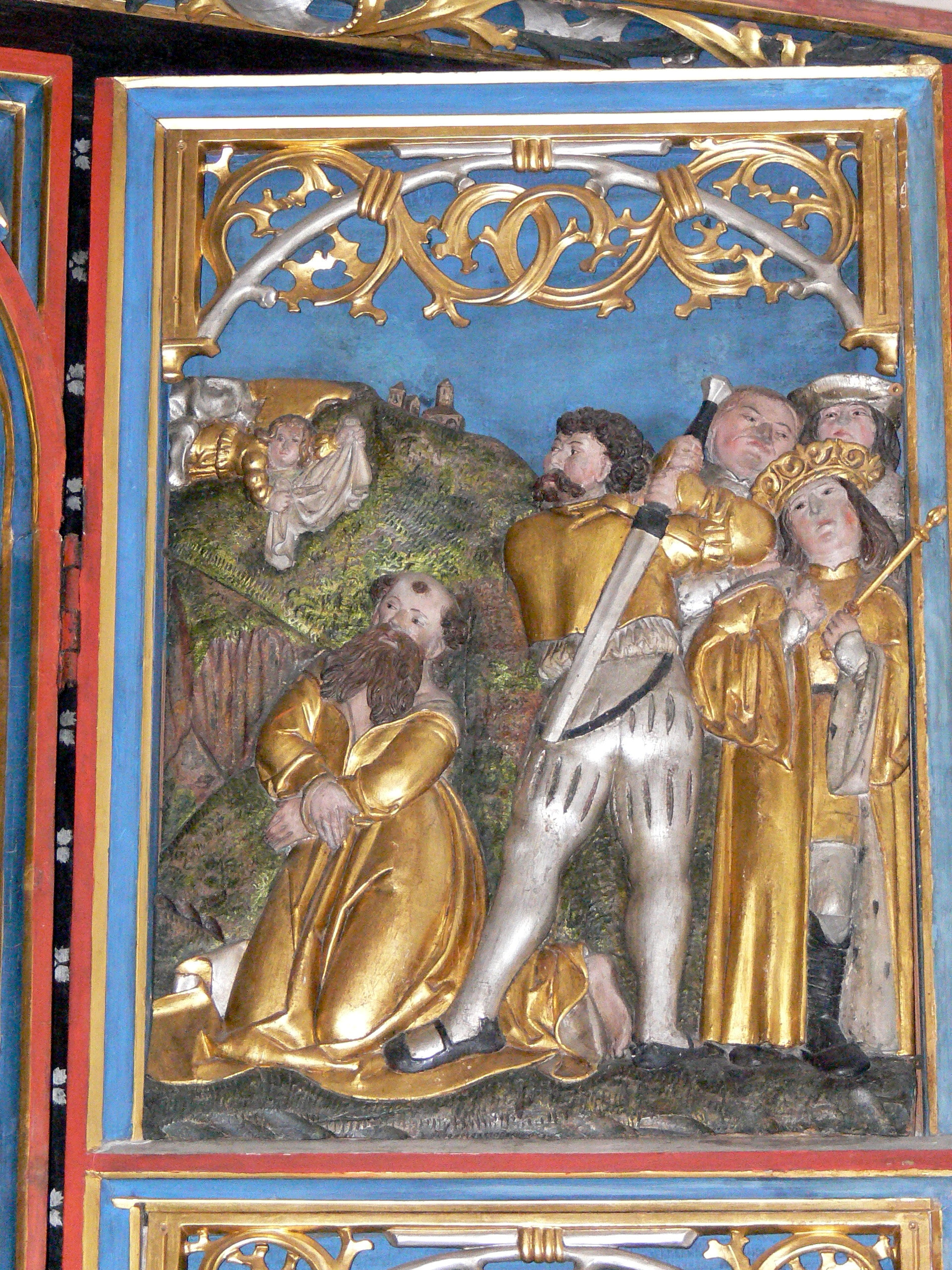
Martiri del sant, a un retaule de 1510-1518 (Heilsbronn)
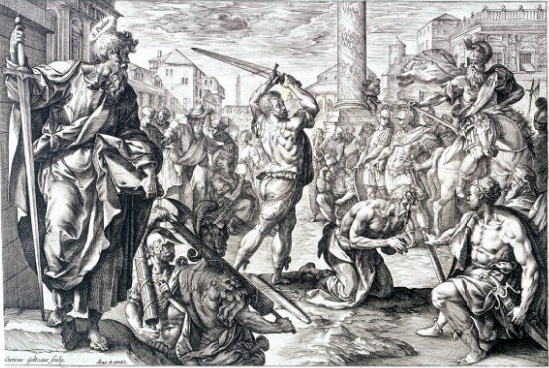
Martiri de sant Pau, per Hendrik Goltzius

### Mort per decapitació

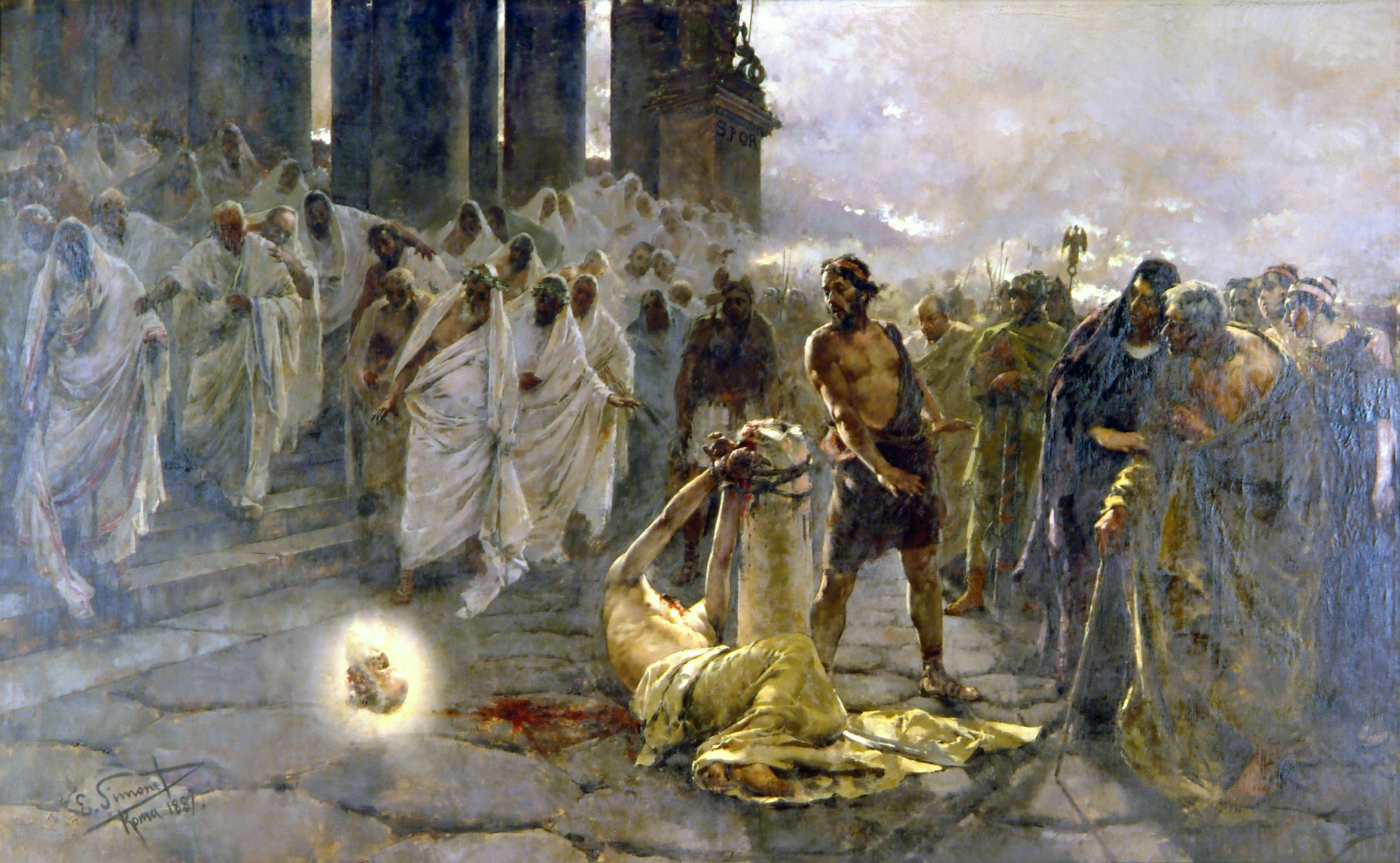
Decapitació de Sant Pau per Enric Simonet, 1887.